# 原邦彰
原 邦彰（はら くにあき、1964年〈昭和39年〉9月18日 - ）は、日本の自治・総務官僚。総務事務次官（第21代）。
総務審議官、消防庁長官、総務省自治財政局長、総務省大臣官房長、内閣総務官、内閣人事局人事政策統括官、和歌山県副知事などを歴任。

## 来歴
神奈川県中郡大磯町出身。栄光学園高校を経て、1988年（昭和63年）3月、東京大学法学部を卒業し、同年4月、自治省に入省。
自治省税務局固定資産税課審査訴訟専門官、自治省財政局調整室課長補佐、総務省自治財政局調整課課長補佐、総務省自治税務局企画課課長補佐、自治財政局財政課理事官、自治財政局財政課財政企画官、総務省自治行政局公務員部公務員課給与能率推進室長、自治行政局市町村体制整備課長、自治行政局市町村課長、自治財政局税務調査課長、自治財政局調整課長などを歴任。途中、茨城県庁、宮崎県庁、和歌山県庁、経済企画庁、内閣官房などに出向し、宮崎県人事課行政管理官、宮崎県地域振興室長、宮崎県財政課長、経済企画庁財政金融課課長補佐、和歌山県総務部長、和歌山県副知事、内閣官房内閣参事官（内閣官房副長官補付）、内閣官房内閣審議官、内閣官房内閣総務官室内閣総務官などを務め、内閣審議官時代には沖縄の振興や米軍基地負担軽減対応などを担当した。
2018年（平成30年）7月31日、内閣官房内閣総務官室内閣総務官兼内閣人事局人事政策統括官兼内閣官房皇室典範改正準備室長兼皇位継承式典事務局次長に就任。
2020年（令和2年）7月20日、総務省大臣官房長に就任。
2022年（令和4年）6月28日、総務省自治財政局長に就任。
2023年（令和5年）7月7日、消防庁長官に就任。
2024年（令和6年）7月5日、総務審議官に就任。
2025年（令和7年）7月1日、総務事務次官に就任。

## 年譜
- 1988年（昭和63年）
  - 4月 - 自治省入省[1]
  - 4月 - 財政局交付税課[12]
  - 7月 - 茨城県地方課[12]
- 1989年（平成元年）4月 - 茨城県財政課[12]
- 1990年（平成2年）4月 - 消防庁総務課[12]
- 1993年（平成5年）4月 - 宮崎県人事課行政管理監[11]
- 1994年（平成6年）
  - 4月 - 宮崎県地域振興室長[11]
  - 10月 - 宮崎県財政課長[11]
- 1997年（平成9年）4月 - 経済企画庁財政金融課課長補佐[1]
- 1999年（平成11年）4月 - 自治省税務局固定資産税課審査訴訟専門官[1]
- 2000年（平成12年）8月 - 自治省財政局調整室課長補佐[1]
- 2001年（平成13年）1月 - 総務省自治財政局調整課課長補佐[1]
- 2002年（平成14年）2月 - 総務省自治税務局企画課課長補佐[1]
- 2003年（平成15年）8月 - 総務省自治財政局財政課理事官[1]
- 2004年（平成16年）4月 - 総務省自治財政局財政課財政企画官[1]
- 2005年（平成17年）4月 - 和歌山県総務部長[1]
- 2007年（平成19年）1月 - 和歌山県副知事[1]
- 2009年（平成21年）4月 - 総務省自治行政局公務員部公務員課給与能率推進室長[1]
- 2010年（平成22年）7月 - 内閣官房内閣参事官（内閣官房副長官補付）[1]
- 2011年（平成23年）
  - 3月 - 内閣官房震災ボランティア連携室参事官（同年9月まで）[1]
  - 4月 - 内閣官房被災地復興に関する法案等準備室参事官（同年6月まで）[1]
  - 8月 - 内閣官房復興庁設置準備室参事官（2012年2月まで）[1]
- 2012年（平成24年）9月 - 総務省自治行政局市町村体制整備課長[1]
- 2013年（平成25年）4月 - 総務省自治行政局市町村課長[1]
- 2014年（平成26年）4月 - 総務省自治財政局財務調査課長[1]
- 2015年（平成27年）7月 - 総務省自治財政局調整課長[1]
- 2017年（平成29年）7月 - 内閣官房内閣審議官（内閣総務官室）[1]
- 同年7月 - 内閣官房人事管理官[1]
- 同年7月 - 内閣官房皇室典範改正準備室副室長[1]
- 同年7月 - 内閣官房内閣人事局[1]
- 2018年（平成30年）
  - 7月 - 内閣官房内閣総務官室内閣総務官[10]
  - 7月 - 内閣人事局人事政策統括官[10]
  - 7月 - 内閣官房皇室典範改正準備室長[10]
  - 7月 - 皇位継承式典事務局次長[10]
- 2020年（令和2年）7月 - 総務省大臣官房長[8]
- 2022年（令和4年）6月 - 総務省自治財政局長[7]
- 2023年（令和5年）7月 - 消防庁長官[6]
- 2024年（令和6年）7月 - 総務審議官[4][5]
- 2025年（令和7年）7月 - 総務事務次官[3]